# Gam (Raja Ampat)
Gam (indonesisch Pulau Gam, auch Pulau Gaman) ist eine Insel des Archipels von Raja Ampat vor der Küste Westneuguineas (Indonesien).

## Geographie
Gam besteht aus einem kompakten Ostteil und einem kleineren Westteil. Sie sind über eine Landbrücke miteinander verbunden, die im Norden von der Warparimbucht und im Süden von der Besirbucht eingerahmt wird.
Die Insel liegt im Norden von Raja Ampat, nordwestlich der Vogelkophalbinsel Neuguineas. Durch die sehr schmale Kabuystraße ist sie von der Doppelinsel Waigeo im Norden getrennt. Hier umschließt Waigeo von West, Nord und Ost die Kabuybucht (indonesisch Teluk Kabuy). Gam schließt die Bucht zum großen Teil nach Süden hin ab, deren Hauptzugang östlich der Insel liegt. Eine Nebenbucht der Kabuybucht ist die Soemlamanjokobucht im Norden von Gam. Östlich davon liegt das Kap Kalebenet, der nördlichste Punkt von Gam.
Südlich von Gam liegen in der Dampierstraße die Inseln Mansuar und Kri, und jenseits der Straße Batanta und Salawati. Richtung Westen befinden sich unter anderem die Faminseln und Gag.
Auf Gam liegen die Desa Arborek, Kapisawar, Sawinggrai und Yenwaoupnor, die zum Distrikt Meosmanswar gehören. Das Desa Yenbeser im Nordosten gehört zum Distrikt Südwaigeo (Waigeo Selatan). Der Archipel bildet den Regierungsbezirk Raja Ampat der Provinz Papua Barat Daya.